# Distrito de Aligarh
Aligarh (en hindi; अलीगढ़ ज़िला, urdu; علی گڑھ ضلع) es un distrito de India en el estado de Uttar Pradesh. Código ISO: IN.UP.AL.
Comprende una superficie de 3747 km².
El centro administrativo es la ciudad de Aligarh. Dentro del distrito se encuentra la localidad de Jalali.

## Demografía
Según censo 2011 contaba con una población total de 3 673 849 habitantes.